# Eleições primárias do Partido Socialista em 2014
As eleições primárias do Partido Socialista em 2014 ocorreram em Portugal. Serviram para determinar quem seria o candidato a Primeiro Ministro nas eleições legislativas portuguesas de 2015 pelo PS. O vencedor foi António Costa, então Presidente da Câmara de Lisboa.
Após a revelação dos resultados, António José Seguro demite-se do cargo de secretário-geral.

## Candidatos
| Nome                     | Retrato | Nascimento                              | Histórico político |
| ------------------------ | ------- | --------------------------------------- | --- |
| António Costa (53)       |         | 17 de julho de 1961 Lisboa, Portugal    | Presidente da Câmara Municipal de Lisboa (2007-2015) Ministro da Administração Interna (2005-2007), da Justiça (1999-2002) e dos Assuntos Parlamentares (1997-1999) Líder do Grupo Parlamentar do Partido Socialista (2002-2004) Secretário de Estado dos Assuntos Parlamentares (1995-1997) Vice Presidente do Parlamento Europeu (2004-2005) Eurodeputado (2004-2005) Deputado pelo Distrito de Lisboa (1991-1995) e pelo Distrito de Leiria (2005)                                                                  |
| António José Seguro (52) |         | 11 de março de 1962 Penamacor, Portugal | Secretário-Geral do Partido Socialista (2011-2014) Deputado pelo Distrito de Braga (2005-2014), pelo Distrito de Lisboa (1985-1987; 2002-2005), pelo Distrito da Guarda (1995) e pelo Distrito do Porto (1991-1995) Ministro Adjunto (2001-2002) Líder do Grupo Parlamentar do Partido Socialista (2004-2005) Secretário de Estado da Juventude (1995-1997) e Adjunto do Primeiro Ministro (1997-1999) Conselheiro de Estado (2011-2014) Eurodeputado (1999-2001) Secretário-Geral da Juventude Socialista (1990-1994) |

## Debates
| Data                   | Intervenientes                        | Moderador(es)      | Estação televisiva | Audiências            |
| ---------------------- | ------------------------------------- | ------------------ | ------------------ | --------------------- |
| 9 de setembro de 2014  | António Costa vs. António José Seguro | Judite Sousa       | TVI                | 1 500 000 espetadores |
| 10 de setembro de 2014 | António Costa vs. António José Seguro | Clara de Sousa     | SIC                | 1 200 000 espetadores |
| 23 de setembro de 2014 | António Costa vs. António José Seguro | João Adelino Faria | RTP1               | 985 000 espectadores  |

## Tabela de resultados oficiais
| Candidato               | Candidato               | 1ª Volta          | 1ª Volta          |
| Candidato               | Candidato               | Votos             | %                 |
| ----------------------- | ----------------------- | ----------------- | ----------------- |
|                         | António Costa           | 120 188           | 67,77             |
|                         | António José Seguro     | 55 928            | 31,54             |
| Votos Inválidos         | Votos Inválidos         | 1 234             | 0,70              |
| Total                   | Total                   | 177 350           | 100               |
| Eleitorado/Participação | Eleitorado/Participação | 250,811           | 70,71             |
| Fonte                   | Fonte                   | PS Primárias 2014 | PS Primárias 2014 |

### Resultados por Federação Distrital
| Federação Distrital  | Votos         | %             | Votos             | %                 | Votos  | %      | Votos | %    | Votos    | %        | Votos     | %         | Inscritos |
| Federação Distrital  | António Costa | António Costa | António J. Seguro | António J. Seguro | Branco | Branco | Nulo  | Nulo | Votantes | Votantes | Abstenção | Abstenção | Inscritos |
| -------------------- | ------------- | ------------- | ----------------- | ----------------- | ------ | ------ | ----- | ---- | -------- | -------- | --------- | --------- | --------- |
| Açores               | 3 897         | 86,56         | 566               | 12,57             | 31     | 0,69   | 8     | 0,18 | 4 502    | 54,44    | 3 768     | 45,56     | 8 270     |
| Algarve              | 4 055         | 80,70         | 934               | 18,59             | 23     | 0,46   | 13    | 0,25 | 5 025    | 74,98    | 1 677     | 25,02     | 6 702     |
| Aveiro               | 5 883         | 70,56         | 2 387             | 28,63             | 47     | 0,56   | 21    | 0,25 | 8 338    | 74,61    | 2 838     | 25,39     | 11 176    |
| Baixo Alentejo       | 1 504         | 62,51         | 892               | 37,07             | 2      | 0,08   | 8     | 0,34 | 2 406    | 81,23    | 556       | 18,77     | 2 962     |
| Braga                | 8 910         | 56,18         | 6 806             | 42,92             | 80     | 0,50   | 63    | 0,40 | 15 859   | 70,92    | 6 502     | 29,08     | 22 361    |
| Bragança             | 1 996         | 71,34         | 790               | 28,23             | 11     | 0,39   | 1     | 0,04 | 2 798    | 73,69    | 999       | 26,31     | 3 797     |
| Castelo Branco       | 2 537         | 55,54         | 1 991             | 43,59             | 16     | 0,35   | 24    | 0,52 | 4 568    | 76,10    | 1 435     | 23,90     | 6 003     |
| Coimbra              | 7 022         | 65,75         | 3 590             | 33,61             | 29     | 0,27   | 39    | 0,37 | 10 680   | 69,10    | 4 776     | 30,90     | 15 456    |
| Évora                | 1 516         | 75,99         | 472               | 23,66             | 6      | 0,30   | 1     | 0,05 | 1 995    | 83,40    | 397       | 16,60     | 2 392     |
| Guarda               | 1 571         | 38,03         | 2 528             | 61,20             | 14     | 0,34   | 18    | 0,43 | 4 131    | 77,42    | 1 205     | 22,58     | 5 336     |
| Leiria               | 3 058         | 68,67         | 1 362             | 30,59             | 17     | 0,38   | 16    | 0,36 | 4 453    | 78,86    | 1 194     | 21,14     | 5 647     |
| Lisboa (Área Urbana) | 31 414        | 86,80         | 4 609             | 12,74             | 85     | 0,23   | 82    | 0,23 | 36 190   | 75,14    | 11 971    | 24,86     | 48 161    |
| Lisboa (Oeste)       | 1 198         | 80,51         | 280               | 18,82             | 5      | 0,34   | 5     | 0,33 | 1 488    | 79,36    | 387       | 20,64     | 1 875     |
| Madeira              | 1 736         | 60,24         | 1 123             | 38,97             | 5      | 0,17   | 18    | 0,62 | 2 882    | 48,00    | 3 122     | 52,00     | 6 004     |
| Portalegre           | 2 035         | 79,03         | 526               | 20,43             | 9      | 0,35   | 5     | 0,19 | 2 575    | 80,97    | 605       | 19,03     | 3 180     |
| Porto                | 20 169        | 52,94         | 17 581            | 46,15             | 170    | 0,45   | 179   | 0,46 | 38 099   | 64,78    | 20 718    | 35,22     | 58 817    |
| Santarém             | 3 599         | 71,68         | 1 385             | 27,58             | 26     | 0,52   | 11    | 0,22 | 5 021    | 77,76    | 1 436     | 22,24     | 6 457     |
| Setúbal              | 8 745         | 79,13         | 2 253             | 20,39             | 26     | 0,24   | 28    | 0,24 | 11 052   | 76,98    | 3 305     | 23,02     | 14 357    |
| Viana do Castelo     | 1 794         | 59,60         | 1 192             | 39,60             | 16     | 0,53   | 8     | 0,27 | 3 010    | 81,29    | 693       | 18,71     | 3 703     |
| Vila Real            | 2 835         | 66,52         | 1 409             | 33,06             | 8      | 0,19   | 10    | 0,23 | 4 262    | 69,53    | 1 868     | 30,47     | 6 130     |
| Viseu                | 4 435         | 58,95         | 3 043             | 40,45             | 28     | 0,37   | 17    | 0,23 | 7 523    | 70,28    | 3 181     | 29,72     | 10 704    |
| Europa               | 191           | 57,01         | 141               | 42,09             | 3      | 0,90   | 0     | 0,00 | 335      | 44,79    | 413       | 55,21     | 748       |
| Fora da Europa       | 85            | 55,19         | 67                | 43,51             | 0      | 0,00   | 2     | 1,30 | 154      | 28,57    | 385       | 71,43     | 539       |